# Магнитные бури (фильм)
«Магнитные бури» — российский кинофильм 2003 года режиссёра Вадима Абдрашитова по сценарию Александра Миндадзе. Последняя режиссёрская работа Абдрашитова перед его смертью в 2023 году.

## Сюжет
Испытание чувств, любовный треугольник, забастовки и рабочие волнения на родном заводе всё сильнее захватывают главного героя и приводят к разлуке с женой. Каждая вылазка на заводские баррикады оборачивается несчастьем, но ни уговоры, ни приезд из Москвы сестры жены, ни разлад с близким другом не останавливают Валерия. Он остался ни с чем — ни друзей, ни жены. Вместо жены рядом другая женщина, которая спасла его от смерти.

## В ролях
| Актёр                 | Роль    |
| --------------------- | ------- |
| Максим Аверин         | Валерий |
| Виктория Толстоганова | Марина  |
| Любава Аристархова    | Натаха  |
| Сергей Покровский     | Степан  |
| Рушана Зиафитдинова   | Татьяна |
| Борис Шувалов         | Пуня    |
| Андрей Макаров        | Колян   |
| Юрий Павлов           | Пётр    |
| Станислав Стрелков    | Савчук  |
| Александр Назаров     | Маркин  |
| Михаил Шульц          | Змей    |

## Съёмочная группа
- Автор сценария: Александр Миндадзе
- Режиссёр: Вадим Абдрашитов
- Оператор: Юрий Шайгарданов
- Художник: Владимир Ермаков
- Композитор: Виктор Лебедев

## Награды
- 2003 — I международный кинофестиваль «Меридианы Тихого» во Владивостоке — приз за лучшую режиссуру (Вадим Абдрашитов)
- 2003 — ОРКФ «Кинотавр» в Сочи:
  - Специальный приз жюри (Вадим Абдрашитов)
  - Приз имени Григория Горина «За лучший сценарий» (Александр Миндадзе)
- 2003 — Премия «Золотой овен» за лучший сценарий (Александр Миндадзе)
- 2004 — Премия «Ника»:
  - За лучший сценарий (Александр Миндадзе)
  - За лучшую режиссёрскую работу (Вадим Абдрашитов)
- 2004 — Премия «Золотой орёл», за лучшую режиссёрскую работу (Вадим Абдрашитов)
- 2004 — КФ «Любить по-русски» в Москве, приз «Серебряная подкова» (Максим Аверин)
- 2004 — Премия киноизобразительного искусства «Белый квадрат» Гильдии кинооператоров России «Лучший кинооператор года» (Юрий Шайгарданов)
- 2005 — премия Правительства Российской Федерации 2005 года в области культуры за художественный фильм «Магнитные бури»[1].